# Thần Khê
Thần Khê (辰溪县), Hán Việt: Thần Khê huyện) là một huyện của địa cấp thị Hoài Hóa, tỉnh Hồ Nam, Cộng hòa Nhân dân Trung Hoa. Thần Khê nằm ở phía bắc của Trung Bộ Hoài Hóa, 109°54'-110°32' độ kinh đông, 27°53'-28°13' độ vĩ bắc. Huyện này có diện tích 1977 km2, dân số năm 2004 là 166.000 người, trong đó dân số phi nông nghiệp là 98.500 người. GDP năm 2004 là 1,66 tỷ nhân dân tệ.